# Jorga "Piel de bronce"
Jorga "Piel de Bronce" es una colección de cuadernos de aventuras creada por Emilio Giralt Ferrando y publicada por Exclusivas Gráficas Ricart en 1954.

## Trayectoria editorial
Creada justo después de Safari (1953), también para Ricart, Jorga "Piel de Bronce muestra semejanzas argumentales con la película El hijo de la furia (1942) de John Cromwell.
Fue reeditada un par de veces por la misma editorial, pero con remontajes y censura:
- 1964, en 18 números de 15 x 20 cm.[1]
- 1965, en 6 álbumes de 17 x 24 cm.[1]

## Argumento
Injusticias
Siglo XVI, Polinesia. Ceyla, la hija del jefe de la tribu, y Jorga, el hijo de la bruja, pasan el tiempo juntos. Chaka intenta llevársela violentamente, pero Jorga lo derrota. Tras marcharse, Chaka llega a tiempo de escuchar las últimas palabras del padre de Jorga, que acaba de ser arrollado por una manada de elefantes.
Urdiendo intrigas
Chaka lleva a Barbosa, uno de los portugueses de la factoría, las instrucciones que le diera el padre de Jorga para que se las lea. Resulta que "Piel de Bronce" es hijo de un noble español, y Barbosa quiere el resto de los documentos que lo prueban para sus propósitos. Simula entonces un robo, del que culpa a Jorga, y éste acaba en las celdas de la factoría.

## Valoración
Para el crítico Pedro Porcel, Jorga "Piel de bronce" es un serial curioso y digno.